# Dymondia
Dymondia  es un género monotípico de plantas con flores en la familia de las asteráceas. Su única especie: Dymondia margaretae, es originaria de África.

## Taxonomía
Dymondia margaretae fue descrita por Robert Harold Compton y publicado en Encyclopédie Méthodique. Botanique ... Supplément 5(2): 575. 1817.

## Jardinería
Es un cubre suelo de muy bajo mantenimiento, especial ´para climas mediterráneos o semiáridos, tiene un crecimiento lento.